# Vliegtuigelektronica
Vliegtuigelektronica, ook wel aangeduid als 'avionica', is een verzamelbegrip voor de diverse elektronische instrumenten en systemen in een modern (verkeers)vliegtuig. De systemen kunnen zich op verschillende plaatsen in het vliegtuig bevinden. De bediening van de avionica gebeurt hoofdzakelijk vanuit de cockpit. In militaire vliegtuigen worden veelal overeenkomstige systemen gebruikt. Daarnaast zijn er specifieke systemen voor de verschillende militaire taken; bijvoorbeeld voor het afwerpen van bommen of de bediening van het boordkanon.

## EFIS
Alle vluchtparameters en gegevens van de verschillende meetapparaten worden digitaal weergegeven in de cockpit. Het EFIS beheert alle "vlieg"- gegevens, het EICAS alle "systeem"-gegevens.
Het electronic flight instrument system (EFIS) genereert een weergave op displays (Primary flight display (PFD) en Navigation display (ND)) die recht voor de piloot in de cockpit zitten. Daar waar voorheen informatie met betrekking tot de status van het vliegtuig via verschillende en soms vele analoge instrumenten werden weer gegeven, wordt deze informatie bij EFIS weergegeven op een of meer crt's of lcd's. Niet alleen beschikt de piloot zo over meer en meer overzichtelijke informatie, tevens is er meer keuze over welke informatie hij/zij op welke manier gepresenteerd wil krijgen.
Een moderne met EFIS uitgevoerde cockpit bestaat meestal uit ongeveer zes displays bestaande uit twee primary flight displays (PFD's), twee navigation displays (ND's) en twee schermen voor het engine indicating and crew alerting system (EICAS) dat een indicatie geeft van motorinstrumenten, en waarschuwingen bij storingen van motoren of andere belangrijke systemen.
Behalve de digitale weergave is een ander groot verschil tussen een conventionele en een EFIS-uitgevoerde cockpit de manier waarop data het display of instrument bereikt. Gebeurde dit vroeger deel mechanisch en pneumatisch, bij EFIS wordt alle informatie afkomstig van sensoren eerst via een computer gelezen en gecontroleerd en vervolgens elektronisch doorgegeven naar de verschillende displays.

### Primary flight display (PFD)

primary flight display: in het midden de kunstmatige horizon, links de snelheidsmeter, beneden de koersinformatie, rechts de hoogtemeter en rechts daarvan de variometer, en bovenaan informatie over autopilot en autothrottle

De primary flight display is ontworpen zodat een piloot in een oogopslag alle kritische en actuele vluchtwaarden kan overzien. Om dit te bereiken zijn de zes basisvlieginstrumenten (basic six) samengevoegd op één scherm in de cockpit. Onder deze zes belangrijkste instrumenten vallen:
- kunstmatige horizon; deze toont de rolhoek en de neusstand. Soms kan ook de vliegpad hoek gepresenteerd worden.
- snelheidsmeter; voor weergave van de luchtsnelheid (calibrated airspeed) in knopen en machgetal plus informatie over minimale en maximale snelheid waarbij het vliegtuig veilig kan opereren
- hoogtemeter; voor weergave van de drukhoogte in voet en meter
- variometer; voor weergave van de verticale snelheid in honderden voet per minuut
- Gyrokompas; met zowel heading- (kompasrichting van de neus) als trackinformatie (vliegrichting onder invloed van de wind)
- slipkogel; om te kunnen zien of er gecoördineerd wordt gevlogen

Buiten deze hoofdprojectie kan de vliegtuigbouwer ervoor kiezen om extra informatie weer te geven op het primary flight display. Wat verder wordt weergegeven verschilt per vliegtuigmodel maar kan bestaan uit:
- informatie van de flight director
- status (mode) weergave van de automatische piloot en de autothrottle
- radiohoogtemeter, voor weergave van exacte hoogte boven de grond
- beslissingshoogte, hoogte waarop uiterlijk besloten dient te zijn of de landing wordt ingezet of dat er een doorstart wordt gemaakt
- geselecteerde ILS frequentie en afstand DME tot die betreffende ILS plus bijbehorende koerslijn en daalhoek informatie
- informatie van het Ground proximity warning system indien het systeem een waarschuwing geeft
- informatie van het TCAS indien het systeem een waarschuwing geeft

De meeste cockpits beschikken over twee PFD's, een voor elke piloot. Als een van de schermen waarop de PFD wordt getoond kapotgaat tijdens de vlucht wordt deze functie automatisch overgenomen door het scherm dat normaal als navigation display dient. Dit omdat de PFD meer kritieke informatie bevat.

### Navigation display (ND)

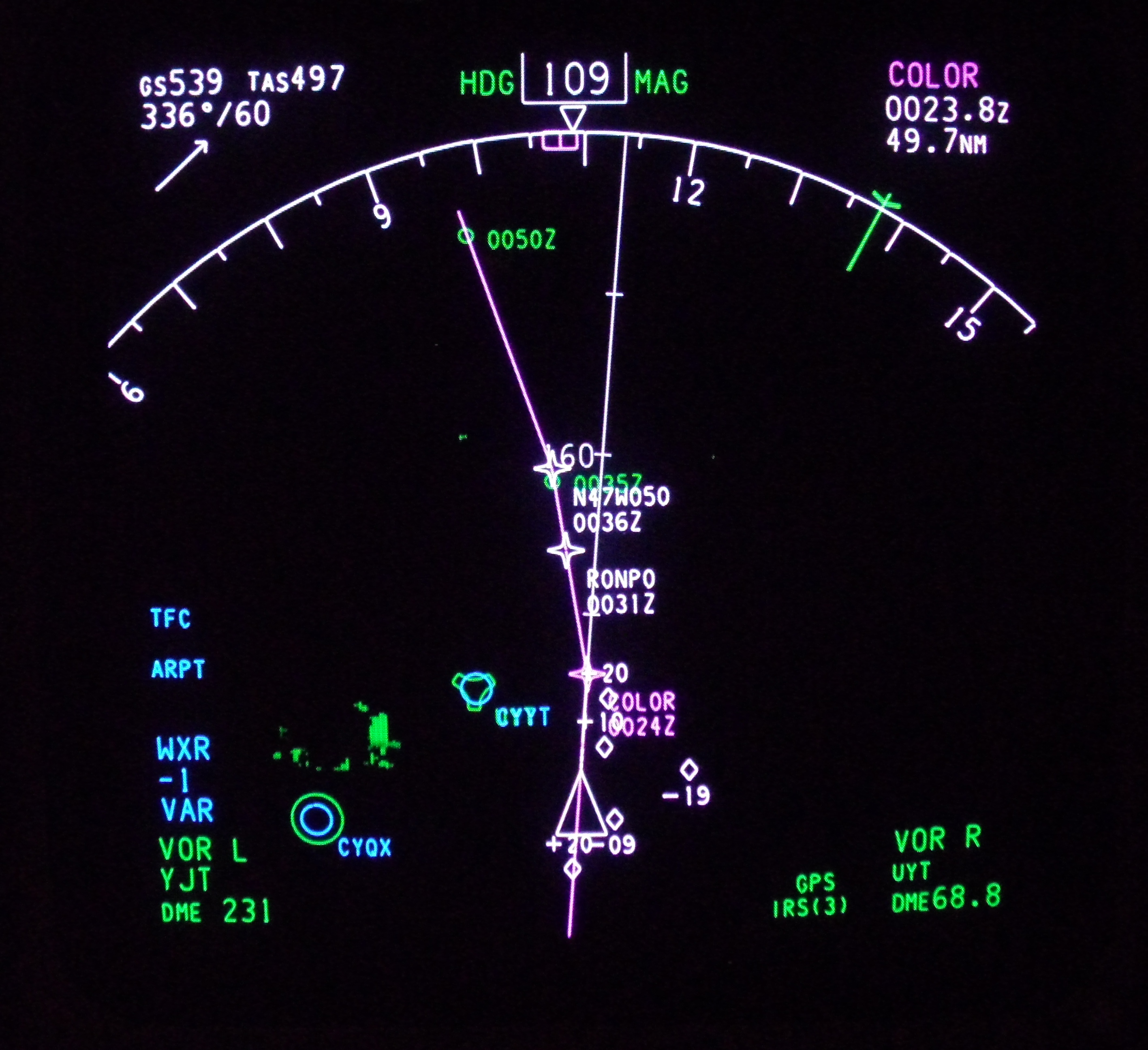
ND in een Boeing 747-400

Naast de PFD is er ook de navigation display. Deze display geeft de positie van het vliegtuig weer met routedetails; via schakelaar kan de vlieger kiezen voor verschillende projecties en schalen zodat er in verschillende vluchtsituaties andere prioriteit aan bepaalde informatie gegeven kan worden. De weergegeven informatie verschilt per vliegtuigmodel. Meestal vindt men op de navigation display:
- gyrokompas; met heading (kompasrichting van de vliegtuigneus) en track (vliegrichting)
- in het FMS voorgeprogrammeerde route met verwachte tijden bij volgende punten
- weerradar; voor het signaleren van onweerswolken en gebieden met turbulentie
- TCAS informatie; voor het verkrijgen van een verkeersbeeld om het vliegtuig en eventueel actief ontwijken van tegenliggers
- Terreininformatie voor weergave van verticale separatie met de grond bij vliegen op lage hoogte
- Informatie over actuele wind en grondsnelheid
- Omliggende vliegvelden en luchtvaartbakens
- Positie en afstand t.o.v. geselecteerde VOR's
- ILS-informatie, voor het afvliegen van ILS-signalen

- Meestal wordt niet al deze informatie weergegeven op de ND aangezien deze anders overvol raakt met informatie. Er bestaat (zowel voor de gezagvoerder als de copiloot) een selectie mogelijkheid om al dan niet deze informatie weer te geven.
- De meeste cockpits beschikken over twee ND's, een voor elke piloot. Als een van de schermen waarop het PFD wordt getoond kapotgaat tijdens de vlucht of als het ND-scherm in gebruik wordt genomen als PFD, wordt de navigatiefunctie automatisch overgenomen door een scherm waarop normaal de EICAS-informatie wordt weergegeven.

## EICAS

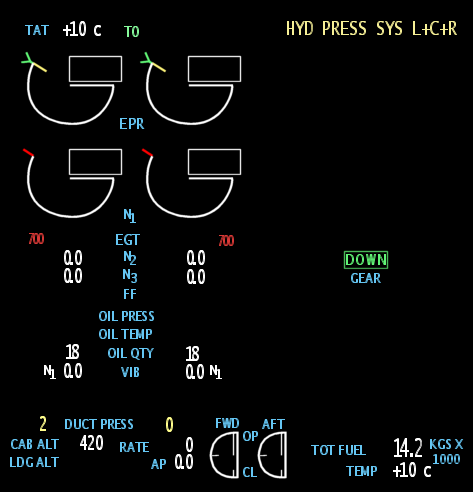
EICAS-display met links de motorinstrumenten, daaronder de indicaties van de drukcabine en rechtsonder de hoeveelheid en de temperatuur van de brandstof

EICAS is het engine indicating and crew alerting system en wordt toegepast in onder andere de Boeingvliegtuigen, (Airbus gebruikt de term ECAM).
Op het display van het EICAS-systeem worden weergegeven:
- parameters van de motoren zoals: EPR (engine pressure ratio), N1, EGT (uitlaatgastemperatuur), N2, N3, Fuelflow (FF), oliedruk, olietemperatuur, oliehoeveelheid en vibratie weergegeven
- waarschuwingssignalen ("warning" in rood voor ernstige storingen, "caution" in geel voor minder belangrijke storingen)

Op de illustratie hiernaast is de "caution": "hyd Press sys L+C+R" te zien die waarschuwt dat de Hydraulische druk is weggevallen in zowel het linker-, centraal als het rechtersysteem.
- informatie over landingsgestel, flaps, drukcabine, brandstof-hoeveelheid en -temperatuur

## FMS-CDU
De Engelstalige afkorting FMS-CDU staat voor flight management system - control display unit. In de moderne cockpit vindt men normaal gesproken twee of drie van dergelijke systemen. Het apparaat bestaat onder andere uit een scherm, meerdere functietoetsen en een alfanumeriek toetsenbord. De primaire functie van het FMS-CDU is het voor de vliegers mogelijk maken om data in de flight management computer (FMC) in te voeren. De exacte werking en mogelijkheden van het FMS-CDU verschillen per vliegtuigmodel en kunnen zeer uitgebreid zijn. Enkele van de belangrijkste invoermogelijkheden zijn:
- motorgegevens; zodat de FMC met de juiste motorwaardes rekent
- te vliegen Standard Instrument Departure, route/luchtweg en Standard Terminal Arrival Route inclusief de verschillende punten waarlangs gevlogen dient te worden en bijbehorende vooraf vastgestelde hoogtes en snelheden
- gewichten van vliegtuig en brandstof zodat de FMC tijdens de gehele vlucht kan berekenen hoe zwaar het vliegtuig op dat moment is
- verwachte winden en temperaturen onderweg zodat vliegtijd en verwachte brandstofverbruik berekend kunnen worden
- te gebruiken motorvermogen tijdens de start
- geldende thrustlimiet tijdens een bepaalde fase van de vlucht

In sommige vliegtuigen kan de CDU, behalve om FMS-data in te voeren, ook voor andere zaken gebruikt worden. Voorbeelden hiervan zijn:
- versturen van tekst of data berichten naar een grondstation ACARS (Aircraft Communication Addressing and Reporting System)
- bedieningsmenu van de satelliettelefoon SATCOM: (Satellite Communications)
- bedieningsmenu voor het ACMS (Aircraft Computerized Maintenance System)
- bedieningsmenu voor de CMC (Central Maintenance Computer)
- bedieningsmenu voor ATC (Air Traffic Control) Datalink
- invoeren van frequenties van navigatiebakens (bijvoorbeeld van een VOR)

## Electronic flight bag (EFB)
Een electronic flight bag (EFB), letterlijk vertaald elektronische vliegtas is een cockpithulpmiddel dat ouderwetse papieren media kan vervangen. In hoofdzaak bestaat de EFB uit een (extra) scherm in de cockpit met functietoetsen en een computer met een database van allerlei zaken waarvan anders een papieren versie nodig zou zijn geweest tijdens de vlucht. Grootste voordelen van een EFB zijn gewichtsreductie en het sneller kunnen opzoeken van bepaalde zaken. De informatie waarin een EFB kan voorzien verschilt per versie. Enkele mogelijkheden zijn:
- verschillende navigatiekaarten voor onder andere: airport-lay-out (taxikaart), Standard Instrument Departure, route/luchtweg, Standard Terminal Arrival Route en nadering
- handboeken behorend bij het vliegtuig met systeemuitleg en vliegprocedures
- bedrijfshandboeken voor naslag van regels, wettelijke vereisten en afspraken
- voor de operatie belangrijke grafieken en tabellen
- MEL (minimum equipment list), onderhoudsboek met voorwaarden waaronder met een bepaald defect vertrokken mag worden
- checklisten

De EFB is nog volop in evolutie en de mogelijkheden nemen dan ook nog altijd toe. Moderne versies worden vrijwel altijd gekoppeld aan de gps als het vliegtuig daarover beschikt. Op die manier is het makkelijker om de vliegtuiglocatie te bepalen en de EFB te gebruiken om deze positie te projecteren op een kaart van de airport-lay-out. Verder wordt de EFB ook steeds meer gebruikt om niet alleen data te tonen maar er ook mee te rekenen. Zo kan soms bijvoorbeeld het gewenste startvermogen of een operationele limiet berekend worden door het apparaat. Deze krijgt hierbij een deel van de benodigde informatie door invoer van de vlieger, andere waarden haalt de EFB uit zijn eigen database of worden door de flight management computer (FMC) geleverd.

## Fly-by-wire
Een fly-by-wire-systeem maakt de mechanische besturing van een vliegtuig overbodig. Vroeger gebeurde de besturing met kabels die de bewegingen van de stuurknuppel en pedalen naar de hoogteroeren, rolroeren en richtingsroer overbrachten. Fly-by-wire is een elektronisch systeem dat deze opdrachten in de cockpit omzet naar elektronische waarden, deze waarden worden geleid naar de Flight Control Computer die de verschillende actuators aanstuurt die uiteindelijk de roeren bedienen.

## Head-up display (HUD)
In Gevechtsvliegtuigen zoals de F-16 is bijna altijd een HUD geïnstalleerd. Tegenwoordig zijn ook verkeersvliegtuigen en Privéjets in uitzonderlijke gevallen voorzien van een HUD.

## Transponder

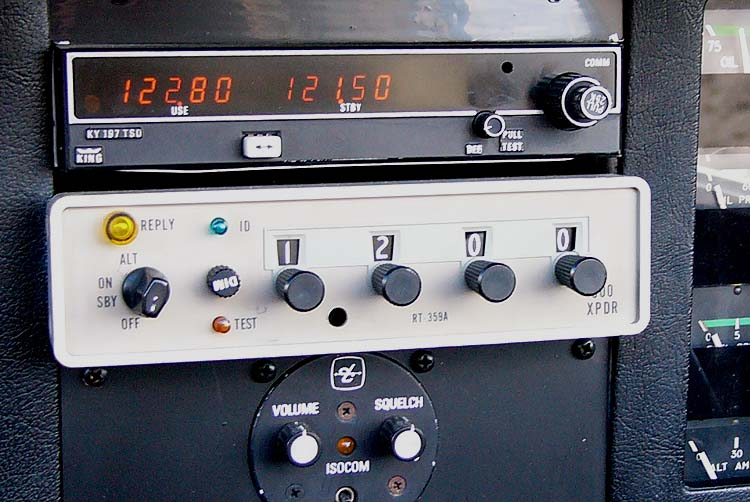
een Transponder (de beige box), daarboven een VHF communicatie radio

De meeste vliegtuigen beschikken over één of twee transponders. De transponder is een zender/ontvanger die wordt gebruikt bij secondaire radar: een antenne op de grond zendt ondervragingspulsen uit die dan door de transponder worden beantwoord. Uit de richting en tijd van de reactie kan het grondstation de positie van het vliegtuig bepalen. Bovendien kunnen vanuit het vliegtuig bijkomende inlichtingen worden meegestuurd. Elke transponder zendt een instelbare code uit, bestaande uit 4 cijfers van 0-7 (12 databits), dit heet ook wel de squawk. Deze basisversie heet "Mode A transponder". Later verscheen "Mode C", deze zendt ook hoogte-informatie naar het grondstation. De nieuwste versie is "Mode S", die een veel ruimer pakket aan informatie verstuurt, onder andere snelheid, registratie, vluchtnummer.
De verzonden informatie kan vervolgens worden opgevangen door luchtverkeersleiders en andere vliegtuigen (te gebruiken voor TCAS). Bediening van de transponder gebeurt middels een bedieningspaneel in de cockpit. Hierop kan onder andere de te sturen transpondercode worden ingevoerd.
De transponder ontvangt op 1030 MHz en zendt op 1090 MHz. De signalen kunnen ook worden opgevangen en gedecodeerd met onafhankelijke ontvangers, zoals bijvoorbeeld de SBS-1
Het gebruik van de transponder is vastgelegd in de AIP; zo zijn er boven bijna geheel Nederland zones waar het gebruik van de transponder verplicht is ("Transponder Mandatory Zone"). Ook zijn de meeste CTR's enkel toegankelijk voor vliegtuigen met minimaal Mode C transponder.

## Traffic alert and Collision Avoidance System
Het "Traffic alert and Collision Avoidance System" of TCAS (uitspraak: 'TeeCas') is een systeem dat ontwikkeld is om te voorkomen dat vliegtuigen te dicht in elkaars directe omgeving komen. De weergave in de cockpit is door middel van een afzonderlijke "tcas diplay", vaak gecombineerd met de variometer, of de informatie wordt op de PFD en ND gepresenteerd. Bediening van TCAS gebeurt normaal gesproken op het transponderpaneel. Onder andere kan men hier de grootte (naar boven of naar beneden) instellen van de luchtlaag waarvan verkeersinformatie gewenst is.

## Weerradar
Een weerradar toont verschillende types neerslag en vocht, al dan niet binnen wolken, op of rond de vliegroute van het vliegtuig. Meestal geeft de weerradar een weerbeeld van 90 graden links van de neus tot 90 graden rechts van de neus. Neerslagreflecties worden weergegeven op het navigation display. Meestal worden de kleurcodes rood, geel en groen gebruikt waarbij rood staat voor het meeste reflectie en groen voor het minst. Sommige weerradars detecteren ook horizontale snelheden in neerslag en projecteren deze als magenta op het navigatiedisplay omdat dergelijke gebieden normaal gesproken met zwaardere turbulentie worden geassocieerd. De vliegers gebruiken de verkregen weerinformatie om buien te ontwijken en zo te voorkomen dat door gebieden wordt gevlogen met zware turbulentie of ijsaanzetting. Bediening van de weerradar geschiedt op het weerradar bedieningspaneel. Naast intensiteit kan hierop onder andere ook de verticale kijkhoek worden ingesteld.

## Communicatie

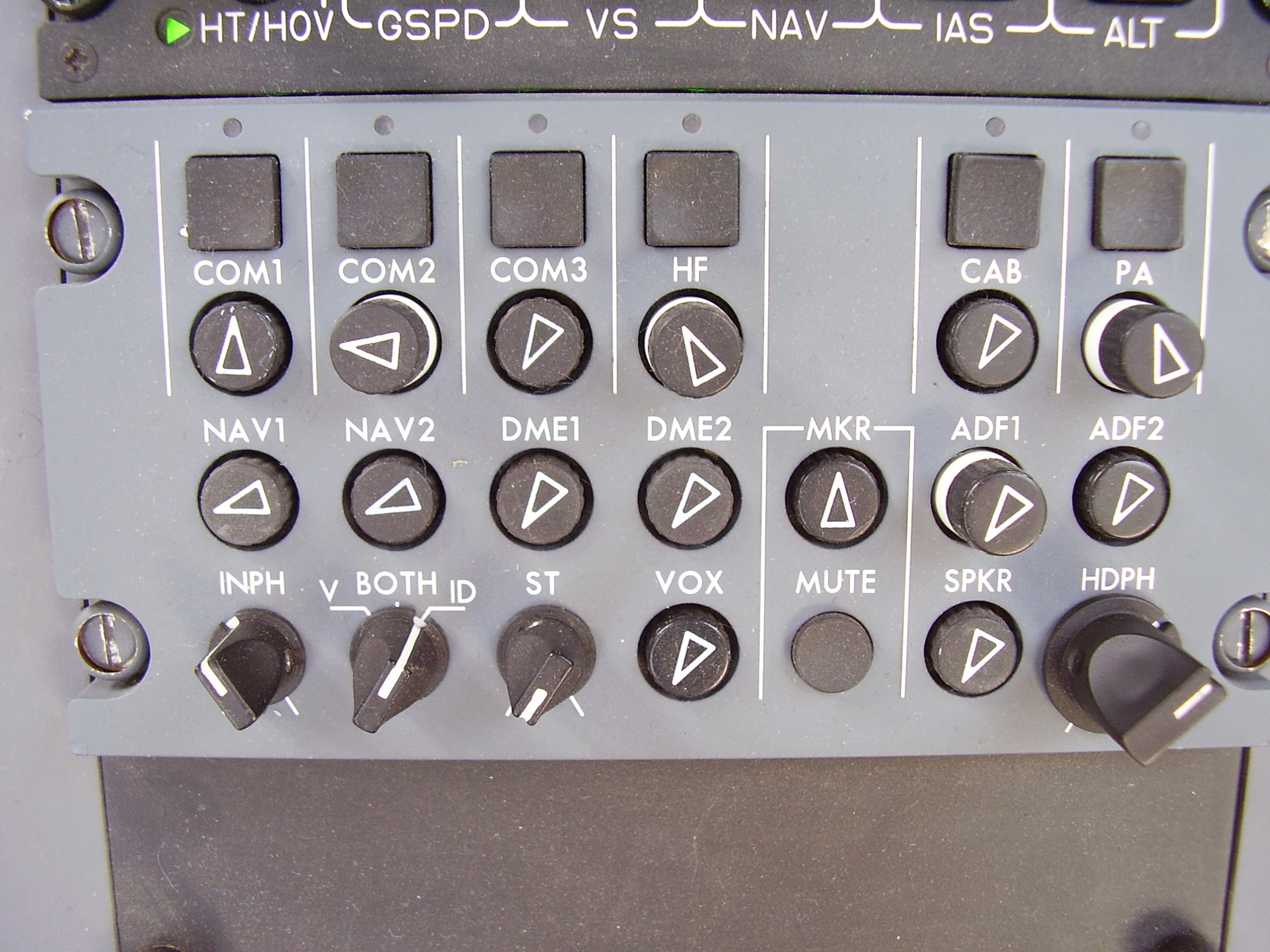
audio control panel dat gebruikt wordt voor het bedienen van de diverse communicatiemiddelen

Verschillende elektronische communicatiehulpmiddelen verbinden de cockpit met een ander deel van het vliegtuig (interne communicatie) of radiostations op de grond of in andere vliegtuigen (externe communicatie). Bediening van de communicatie hardware geschiedt grotendeels middels het audio control panel.
Voor interne communicatie is er meestal de mogelijkheid tot het gebruik van:
- PA (public address); voor eenzijdige communicatie van de cockpit naar de cabine middels daar aangebrachte speakers
- interphone; voor tweezijdige communicatie tussen de cockpit en een ander station in de cabine

De meest voorkomende externe communicatiemiddelen zijn:
- VHF-radio's; meest gebruikte communicatiemiddel tussen vliegtuig en luchtverkeersleiding en bij communicatie tussen twee vliegtuigen onderling. Hierbij wordt gebruikgemaakt van amplitudemodulatie op de luchtvaartband (118.000 MHz tot 136.975 MHz. waarbij de kanalen 8.33 kHz. uit elkaar liggen)
- HF-radio's; worden vooral gebruikt voor communicatie tussen vliegtuig en verkeersleider in afgelegen gebieden met weinig grondstations zoals boven de oceaan en delen van het Afrikaanse continent
- satelliettelefoon; voor communicatie tussen cockpit en elke gewenste telefoon, veel gebruikt voor overleg met bijvoorbeeld de onderhoudsdienst
- ACARS (Aircraft Communication Addressing and Reporting System); waarmee tekstberichten verstuurd en ontvangen kunnen worden naar of van een grondstation

## Elektronische klok
In een moderne cockpit bevinden zich normaal gesproken twee elektronische klokken, een voor elke piloot. Belangrijkste functie van de klok is precieze aanduiding van de tijd in "coördinated universal time": UTC. De klok kent twee mogelijke bronnen voor deze tijd. Ofwel kan ze manueel ingesteld worden, of ze neemt de tijd over van een eventueel ingebouwde gps. Verder bevat de klok ook een chronometer en een datumweergave.

## Overige systemen
- Automatische piloot
- Flight control system
- Flight data recorder
- Cockpit voice recorder
- Electronic entertainment system
- Diagnostics and maintenance system

snelheidsmeter · kunstmatige horizon · hoogtemeter · bochtaanwijzer · gyrokompas · variometer · radiohoogtemeter · vliegtuigelektronica